# Parazit
Parazit (persisch پارازیت, IPA:pɑɾɑzit) war eine populäre wöchentliche halbstündige Sendung auf Persisch bei der Voice of America-Persian News Network. Die Sendung stellte eine Satire auf die Politik im Iran dar. Kambiz Hosseini und Saman Arbabi, iranische Auswanderer, die in Washington, D.C. lebten, produzierten die Sendung in zuerst 10-minütigen Folgen, die später auf eine halbe Stunde verlängert wurden. Die Sendung war beeinflusst von der amerikanischen Satiresendung The Daily Show. Wegen ihres großen Erfolgs wurden Kambiz Hosseini und Saman Arbabi am 20. Januar 2011 zur Daily Show eingeladen.

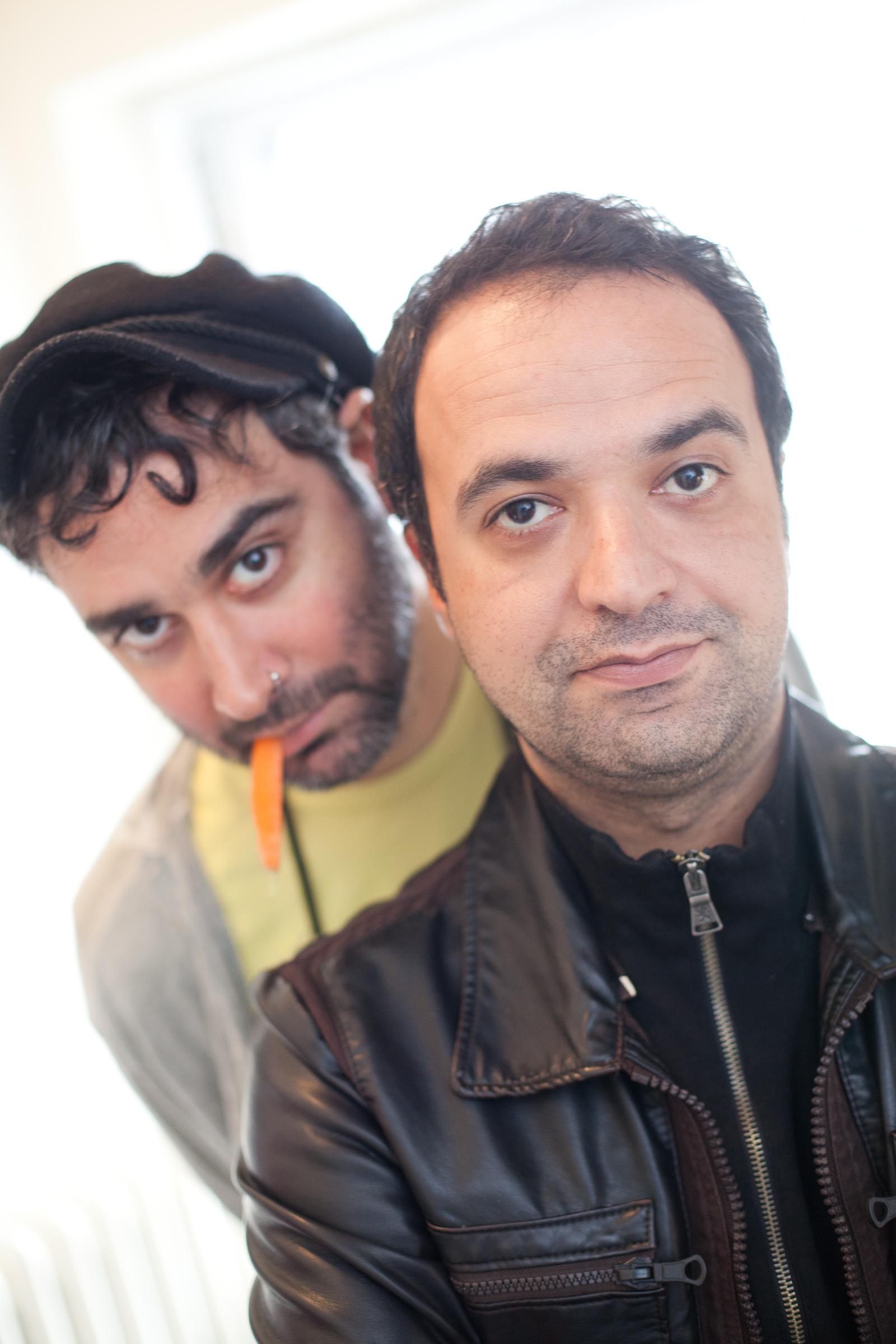
Kambiz Hosseini und Saman Arbabi, die Moderatoren von Parazit

## Die Gäste bei Parazit
|    | 2010                      | 2011                                              |
| -- | ------------------------- | ------------------------------------------------- |
| 1  | *                         | Ramin Asgard                                      |
| 2  | Fariba Davoodi Mohajer    | Ramin Jahanbegloo                                 |
| 3  | Ebrahim Nabavi            |                                                   |
| 4  | Alireza Nourizadeh        | Lili Pourzand (Die Tochter von Siamak Pourzand)   |
| 5  | Nikahang Kowsar           | Mojtaba Vahedi                                    |
| 6  | Omid Mohebbinia           | Alan E. Eyre                                      |
| 7  | *                         | Parviz Ghelichkhani                               |
| 8  | Farshid Manafi            | Majid Mokhtari (Der Bruder von Mohammad Mokhtari) |
| 9  | Amir Abbas Fakhravar      | *                                                 |
| 10 | Mana Neyestani            | Maziar Bahari                                     |
| 11 | Hassan Shamaizadeh        | Abolhassan Banisadr                               |
| 12 | Shahram Sherbaf           | Massoud Behnoud                                   |
| 13 | Rudi Bakhtiar             | Babak Dad                                         |
| 14 | Arsham Parsi              | Simin Alizadeh                                    |
| 15 | Masih Alinejad            | Hadi Ghaemi                                       |
| 16 | Farhad Sabetan            | Firouz Naderi                                     |
| 17 | Mehrangiz Kar             | *                                                 |
| 18 | Maziar Bahari             | Ladan Boroumand                                   |
| 19 | Ali Afshari               | Homa Sarshar                                      |
| 20 | Hadi Khorsandi            | Iraj Gorgin                                       |
| 21 | Shahrokh Moshkin Ghalam   | Mehrangiz Kar und Hassan Yussefi Eshkevari        |
| 22 | Abbas Milani              | Hassan Shariatmadari                              |
| 23 | Shirin Neshat             | Akbar Gandschi                                    |
| 24 | Mohammad Mostafaei        | *                                                 |
| 25 | Mohsen Namjoo             | Siavash Ghomayshi                                 |
| 26 | Saeid Shanbehzadeh        | Mehdi Khazali                                     |
| 27 | Hooshang Amirahmadi       | Bahram Moshiri                                    |
| 28 | Ebi                       | Alaei-Brüder                                      |
| 29 | Houshang Asadi            | Hillary Clinton                                   |
| 30 | Behzad Bolour             | Susan Taslimi                                     |
| 31 | Fatemeh Haghighatjoo      | Shahram Shabpareh                                 |
| 32 | Shahin Najafi             | Mehrdad Emadi                                     |
| 33 | Mehdi Yahyanejad          | Ali Akbar Mousavi Khoeini und Mehdi Yahyanejad    |
| 34 | *                         |                                                   |
| 35 | Hamid Dabashi             |                                                   |
| 36 | *                         |                                                   |
| 37 | *                         |                                                   |
| 38 | Arash Sobhani             |                                                   |
| 39 | Sajjad Karimpour          |                                                   |
| 40 | Mohammad Hosseyni         |                                                   |
| 41 | Trita Parsi               |                                                   |
| 42 | Omid Memarian             |                                                   |
| 43 | Mohsen Sazegara           |                                                   |
| 44 | Ali Akbar Mousavi Khoeini |                                                   |
| 45 | Hassan Daei               |                                                   |
| 46 | Shadi Sadr                |                                                   |
| 47 | Reza Pahlavi              |                                                   |
| 48 | *                         |                                                   |